# Hit the Road Jack
〈Hit the Road Jack〉은 리듬 앤 블루스 음악가 퍼시 메이필드가 작곡한 곡으로 1960년 아트 루피에게 보낸 아카펠라 데모곡으로 처음 녹음됐다. 싱어송라이터 겸 피아니스트 레이 찰스가 레이레츠의 보컬 마지 헨드릭스와 함께 녹음한 후 유명해졌고, 결국 찰스의 대표곡 중 하나가 됐다.
찰스의 음반은 1961년 10월 9일 월요일부터 빌보드 핫 100에서 2주 동안 1위를 기록했다. 〈Hit the Road Jack〉은 그래미 어워드 최우수 리듬 앤 블루스 레코딩상을 수상했다. 이 곡은 5주 동안 R&B 사이드 차트에서 1위를 차지했고, 그 결과 찰스의 6번째 차트 1위가 되었다. 이 곡은 《롤링 스톤》의 "역사상 가장 위대한 노래 500곡" 리스트에서 387위에 올랐다.
샨텔즈는 29위를 기록한 Well, I Told You라는 해답곡을 발표했다.

## 스탬피더스 버전
1976년 캐나다의 밴드 스탬피더스는 DJ 울프먼 잭이 참여하는 곡의 버전을 발매했다. 이 노래는 캐나다에서 6위, 미국에서 40위 안에 들었다.